# Elsoff
Elsoff (Westerwald) là một đô thị thuộc một ‘‘Verbandsgemeinde’’ - ở huyện Westerwald trong bang Rheinland-Pfalz, Đức. Đô thị Elsoff có diện tích 9,44 km².
- Elsoff (Westerwald) (tiếng Đức)

(tiếng Đức)